# Tiếp thị nông nghiệp

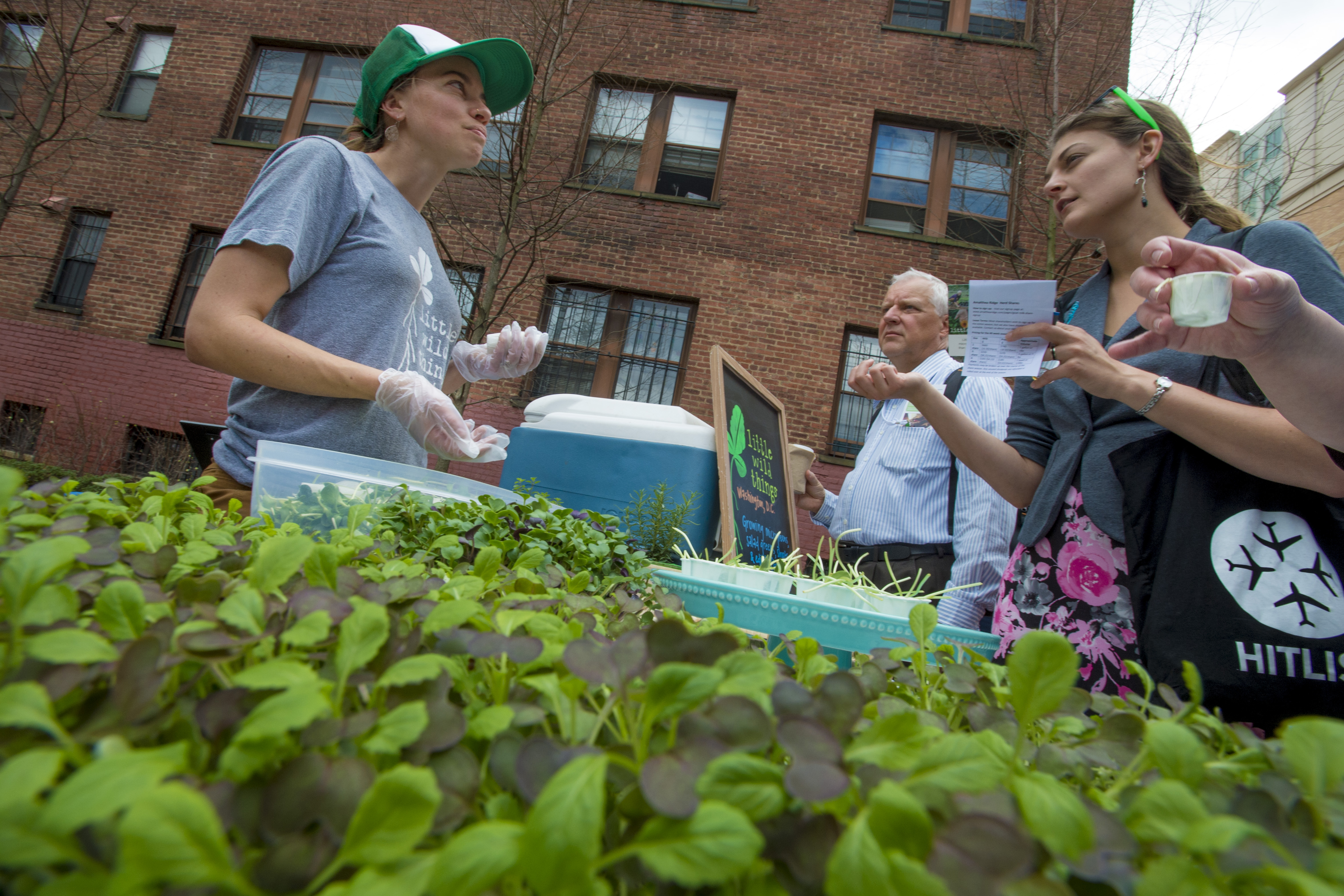
Tiếp thị quảng bá nông sản hữu cơ Microgreen

Tiếp thị nông nghiệp (Agricultural marketing) bao gồm các dịch vụ liên quan đến việc đưa một sản phẩm nông nghiệp từ trang trại đến tận tay người tiêu dùng. Các dịch vụ này bao gồm việc lập kế hoạch, tổ chức, chỉ đạo và xử lý sản phẩm nông nghiệp theo cách làm hài lòng người nông dân, khâu trung gian (thương lái) và người tiêu dùng. Nhiều hoạt động có sự kết nối với nhau tham gia vào việc này, chẳng hạn như lập kế hoạch sản xuất, trồng trọt và thu hoạch, xử lý sau thu hoạch, phân loại, đóng gói, vận chuyển, cất trữ, nông nghiệp và chế biến thực phẩm, cung cấp thông tin thị trường, phân phối, quảng cáo và bán hàng. Trên thực tế, thuật ngữ tiếp thị nông nghiệp bao gồm toàn bộ phạm vi hoạt động của chuỗi cung ứng đối với các sản phẩm nông nghiệp, cho dù được thực hiện thông qua hoạt động bán hàng tự phát manh mún (ad hoc) hay thông qua một chuỗi tích hợp hơn, chẳng hạn như chuỗi liên quan đến nông nghiệp theo hợp đồng. Những nỗ lực phát triển tiếp thị nông nghiệp, đặc biệt là ở các nước đang phát triển, có mục đích tập trung vào một số lĩnh vực, cụ thể là phát triển cơ sở hạ tầng, cung cấp thông tin, đào tạo nông dân và thương nhân về các vấn đề tiếp thị và sau thu hoạch, và hỗ trợ phát triển môi trường chính sách phù hợp. Trước đây, đã có những nỗ lực phát triển các cơ quan tiếp thị do chính quyền điều hành nhưng những cơ quan này có xu hướng trở nên ít nổi bật hơn trong những năm qua.

## Đại cương

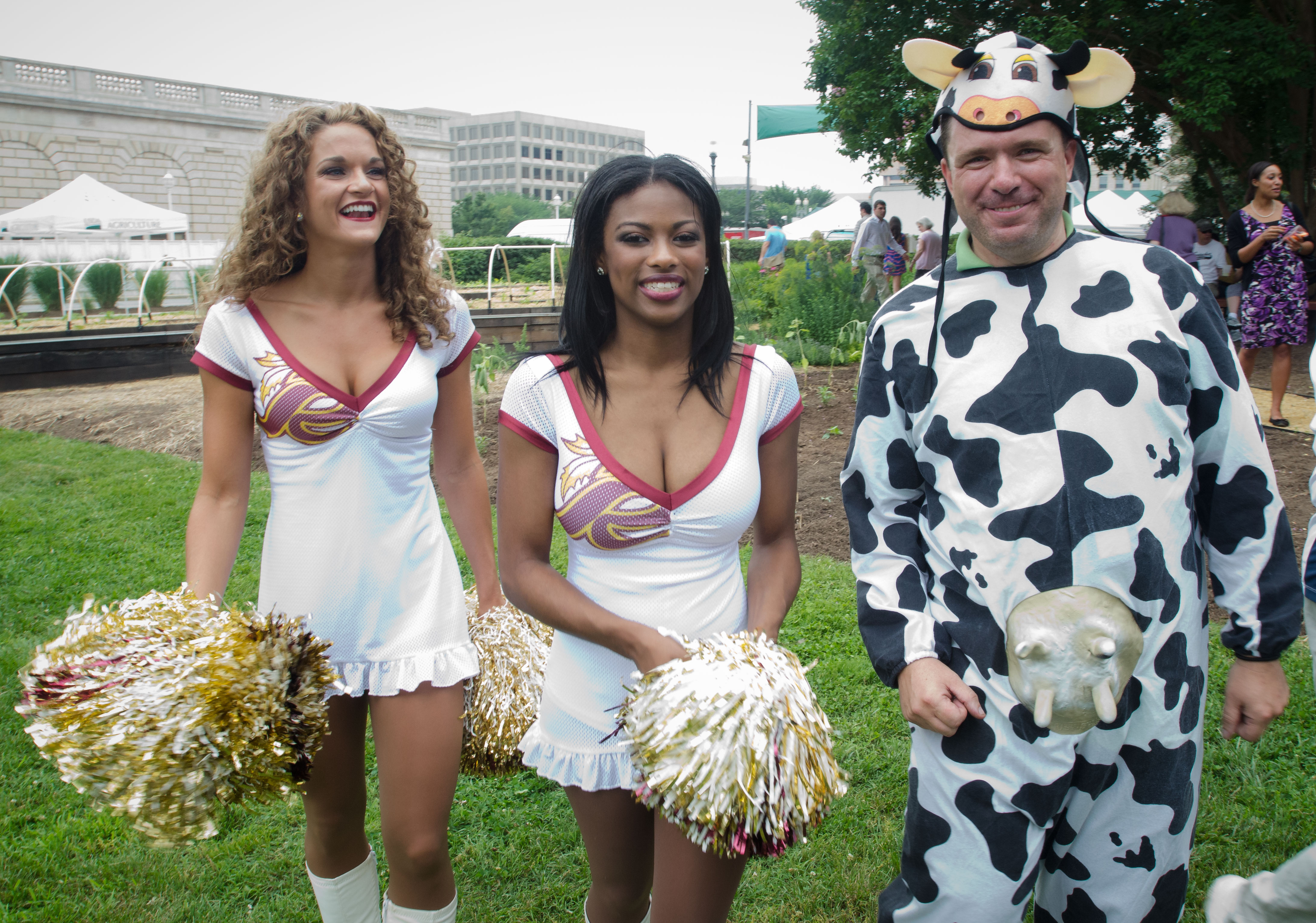
Một hình thức tiếp thị sản phẩm nông sản bò sữa trực quan vui nhộn

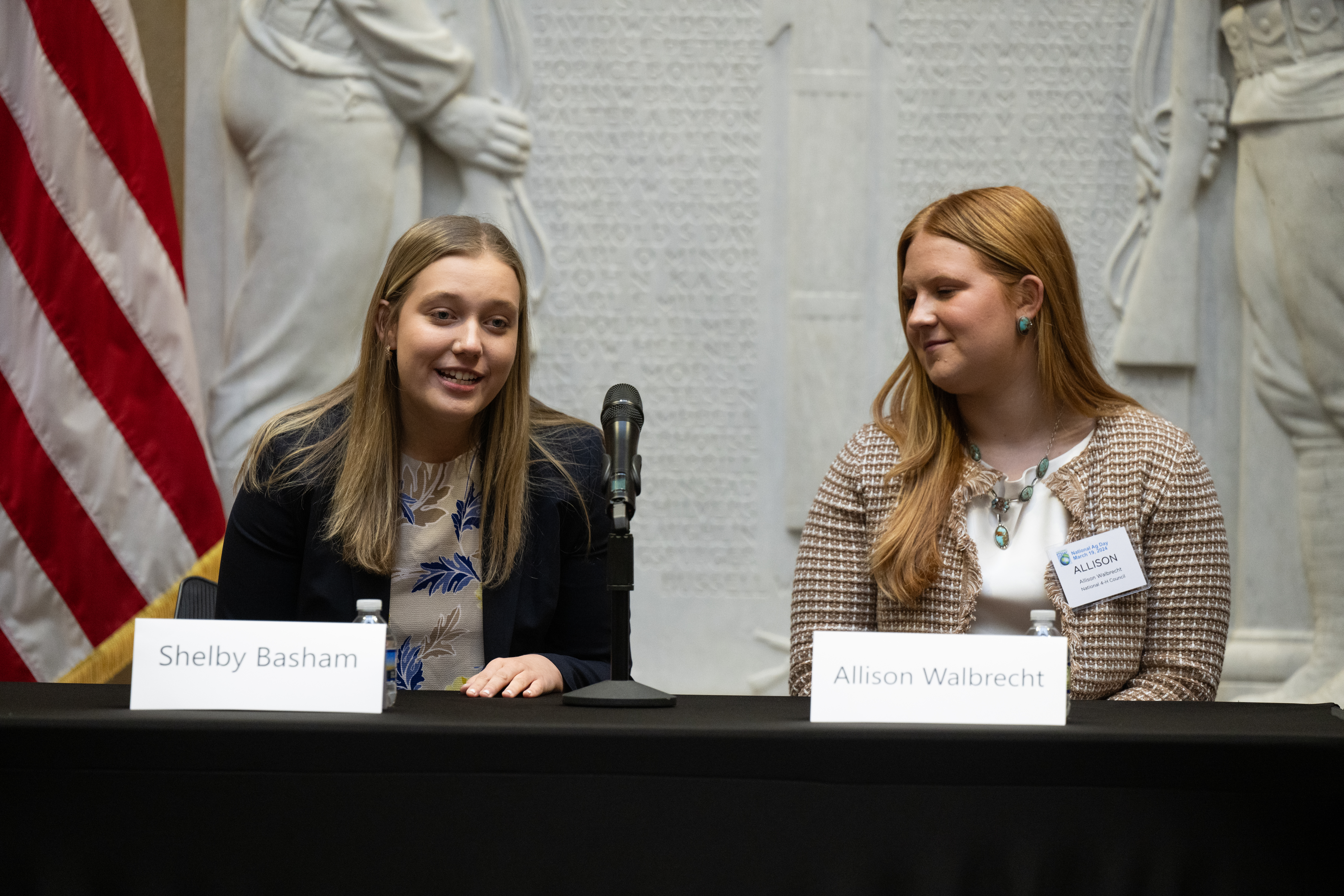
Tọa đàm nhân ngày Nông nghiệp Quốc gia (National Agriculture Day) ở Mỹ tại Washington D.C

Nền tảng hạ tầng tiếp thị hiệu quả như bán buôn, thị trường bán lẻ và lắp ráp và cơ sở lưu trữ là điều cần thiết để tiếp thị hiệu quả về mặt chi phí, nhằm giảm thiểu thất thoát sau thu hoạch và giảm thiểu các nguy cơ rủi ro sức khỏe. Chợ đóng vai trò quan trọng trong phát triển nông thôn, tạo thu nhập, đảm bảo an ninh lương thực và phát triển mối liên kết giữa chợ nông thôn và thị trường. Kinh nghiệm cho thấy các nhà quy hoạch cần phải biết cách thiết kế chợ đáp ứng nhu cầu kinh tế và xã hội của cộng đồng và cách chọn địa điểm phù hợp cho một chợ mới. Trong nhiều trường hợp, các địa điểm được chọn không phù hợp và dẫn đến việc sử dụng không hết hoặc thậm chí không sử dụng cơ sở hạ tầng đã đầu tư xây dựng. Chỉ xây dựng chợ thôi là chưa đủ mà cần phải chú ý đến cách quản lý, vận hành và duy trì hoạt động chợ đó. Chợ đầu mối nằm ở các khu đô thị lớn, nơi sản phẩm cuối cùng được chuyển đến người tiêu dùng thông qua hoạt động mua bán giữa người bán buôn và bán lẻ, đơn vị cung cấp dịch vụ ăn uống. Các đặc điểm của loại hình chợ bán buôn đã thay đổi đáng kể khi bán lẻ thay đổi để đáp ứng với sự phát triển đô thị, vai trò ngày càng tăng của các siêu thị và khả năng chi tiêu của người tiêu dùng ngày càng tăng lên. Những thay đổi này có thể đòi hỏi phải có những phản ứng chính sách trong cách thức tổ chức và quản lý các chợ bán buôn truyền thống. 
Hệ thống tiếp thị bán lẻ ở các nước phương Tây đã phát triển rộng rãi từ các chợ đường phố truyền thống đến siêu thị hiện đại hoặc trung tâm mua sắm ngoại thành. Ở các nước đang phát triển, vẫn còn nhiều dư địa để cải thiện tiếp thị nông sản bằng cách xây dựng các chợ bán lẻ mới, bất chấp sự phát triển của các siêu thị, mặc dù các thành phố thường coi chợ chủ yếu là nguồn doanh thu hơn là cơ sở hạ tầng cần phát triển. Việc quản lý hiệu quả các chợ là điều cần thiết. Bên trong chợ, cả các quy tắc vệ sinh và hoạt động thu phí, đóng tiền đều phải được thực thi đầy đủ. Tuy nhiên, việc duy trì trật tự bên ngoài chợ cũng quan trọng không kém. Các thương nhân được cấp phép trong chợ sẽ không sẵn lòng hợp tác để nâng cao tiêu chuẩn nếu họ phải đối mặt với sự cạnh tranh từ các nhà điều hành không có giấy phép bên ngoài, những người không trả bất kỳ chi phí nào liên quan đến việc cung cấp dịch vụ phù hợp (những thực trạng có thể thấy là những hộ bày bán hàng hóa ngoài chợ sẽ lách thuế và giành dật khách với những tiểu thương kinh doanh bên trong khu vực chợ). Các mối liên kết tiếp thị mới giữa kinh doanh nông nghiệp, các nhà bán lẻ lớn và nông dân đang dần được phát triển, ví dụ thông qua nông nghiệp theo hợp đồng, tiếp thị nhóm và các hình thức hợp tác thập thể khác. Các nhà tài trợ và tổ chức phi chính phủ đang ngày càng chú ý đến các cách thức thúc đẩy mối liên kết trực tiếp giữa nông dân và người mua trong bối cảnh chuỗi giá trị. Hiện nay, người ta đang chú ý nhiều hơn đến sự phát triển của các thị trường khu vực (ví dụ như Đông Phi) và các hệ thống thương mại có cấu trúc có thể tạo điều kiện thuận lợi cho sự phát triển như vậy. Sự phát triển của siêu thị, đặc biệt là ở Mỹ Latinh, Đông Á và Đông Nam Á, đang có tác động đáng kể đến các kênh tiếp thị sản phẩm làm vườn, sữa và chăn nuôi.